# 880-as busz
A 880-as busz a budapesti agglomerációban közlekedő helyközi járat, mely Újpest-Városkapu autóbusz-állomást és Esztergomot köti össze. A buszok Újpest-Városkaputól a 2-es főúton (Váci út) elindulva, majd a Megyeri hídon átkelve érik el a 11-es főutat, melyen végig közlekednek Szentendre, Leányfalu, Tahitótfalu, Dunabogdány, Visegrád, Dömös és Pilismarót településeken keresztül Esztergomig. A járatot a MÁV Személyszállítási Zrt. üzemelteti. Betétjáratai a 882 (Budapest-Visegrád), a 884 (Budapest-Dunabogdány) és a 889 (Budapest-Pilismarót). A 880-as busz az ország egyik legszebb tájegységén, a Dunakanyarban közlekedik. A Duna jobb parti autóbusz-közlekedésének gerincét adja. Budapest és Tahitótfalu között a 890-es járattal összehangolt a menetrendje. Pilismarót és Dömös községekről az egyetlen közvetlen eljutási lehetőséget biztosítja Budapestre és Esztergomba. Az útvonalán számos dunai révkikötőt érint, így a révek elsősorban a 880-as buszra (és kiegészítő járataira) ráhordó szerepet töltenek be.
A vonalon Budapest közigazgatási határán belül a Budapest-bérlettel igénybe vehető.

## Járművek
A viszonylaton 2008. február 1. óta légkondicionált, alacsony padlós Volvo 7700A típusú csuklós autóbuszok üzemelnek. A buszok 3 szállítási sorozatban érkeztek a céghez, legtöbbször a 2. sorozatú járművek fordulnak elő a vonalon, de néha – elsősorban hétköznap – az 1. sorozatú járművek is. 2016 végétől a Volánbusz Dániából használtan beszerzett Volvo 8500-as és 8900-as autóbuszai is közlekednek a vonalon.

## Története
A Budapesti Közlekedési Szövetséget 2005. szeptember 1-jén hozta létre a Gazdasági és Közlekedési Minisztérium, Budapest Főváros Önkormányzata és a Pest Megyei Önkormányzat a fővárosban és régiójában az eljutási lehetőségek és utazási körülmények javítása, valamint a környezetbarát közösségi közlekedés erősítésével a motorizáció káros hatásainak visszaszorítása érdekében. Ezen egyezmény következtében 2007. augusztus 1-jétől a Volánbusz járatait folyamatosan látják el a 300-899-es számokkal, így 2008. február 1-jétől a 11-es úton és környékén közlekedő járatok is viszonylatszámokat kaptak. Így lettek a korábbi 2920-as viszonylatból a 880-as, 882-es, 884-es, 889-es autóbusz viszonylatok. 2008. október 1-jétől, a Megyeri híd átadásától a buszok az Árpád híd helyett Újpest, Városkapu állomásig közlekednek.
2020. augusztus 20-ától az Esztergom vasútállomás mellett felépült új autóbusz-pályaudvarig közlekedik.

## Útvonala

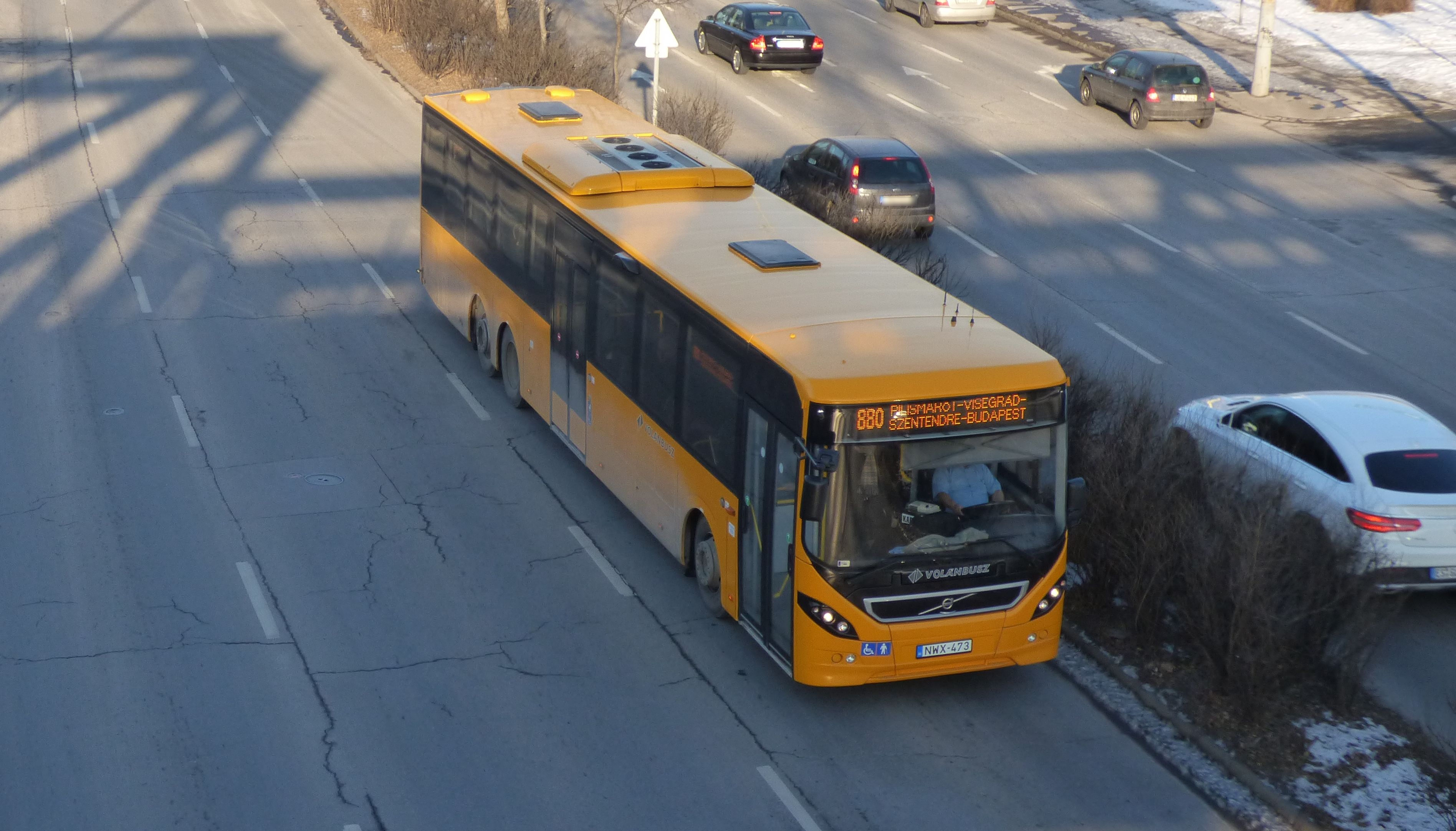
Volvo 8900-as busz a vonalon

| Esztergom, autóbusz-állomás felé | Budapest, Újpest-Városkapu felé |
| --- | --- |
| Budapest, Újpest-Városkapu vá. – Váci út – – Megyeri híd – – Szentendre, Dózsa György út – Szentendre, autóbusz-állomás – Dunakanyar körút – Ady Endre út – Leányfalu, Móricz Zsigmond út – Tahitótfalu, Szentendrei út – Visegrádi út – Dunabogdány, Kossuth Lajos út – Visegrád, Fő utca – Dömös, Kossuth Lajos út – Pilismarót, Rákóczi Ferenc út – Esztergomi út – Esztergom, Visegrádi út – Dobozi Mihály utca – Iskola utca – Majer I. utca – Bajcsy-Zsilinszky utca – Rákóczi tér – Kossuth Lajos utca – Hősök tere – Simor János utca – Esztergom, autóbusz-állomás vá. | Esztergom, autóbusz-állomás vá. – Simor János utca – Hősök tere – Kossuth Lajos utca – Rákóczi tér – Bajcsy-Zsilinszky utca – Majer I. utca – Iskola utca – Dobozi Mihály utca – Visegrádi út – Pilismarót, Esztergomi út – Rákóczi Ferenc út – Dömös, Kossuth Lajos út – Visegrád, Fő utca – Dunabogdány, Kossuth Lajos út – Tahitótfalu, Visegrádi út – Szentendrei út – Leányfalu, Móricz Zsigmond út – Szentendre, Ady Endre út – Dunakanyar körút – Szentendre, autóbusz-állomás – Dózsa György út – – Megyeri híd – Budapest, – Váci út – Budapest, Újpest-Városkapu vá. |

## Megállóhelyei
| 0                                            | Budapest, Újpest-Városkapu (XIII. kerület) végállomás | 61   | 104, 104A, 121, 122E, 196, 196A, 204 300, 302, 303, 305, 308, 309, 310, 312, 313, 314, 315, 316, 318, 319, 320, 321, 872, 882, 883, 884, 889, 890, 893 1010, 1011, 1013, 1014 S72 Z72 S76                                          |
| 1                                            | Budapest, Tungsram                                    | 60   | 96, 104, 104A, 204 300, 301, 302, 303, 305, 306, 308, 309, 310, 311, 312, 872, 882, 883, 884, 889, 890, 893 |
| 2                                            | Budapest, Fóti út                                     | 59   | 96, 104, 104A, 204 300, 301, 302, 303, 305, 306, 308, 309, 310, 311, 312, 872, 882, 883, 884, 889, 890, 893 |
| Budapest–Budakalász közigazgatási határa     |                                                       |      | |
| Budakalász–Szentendre közigazgatási határa   |                                                       |      | |
| 3                                            | Szentendre, Papírgyár                                 | 58   | 869, 872, 882, 883, 884, 889, 890, 893 |
| 4                                            | Szentendre, Egyetem                                   | 57   | 869, 872, 882, 883, 884, 889, 890, 893 |
| 5                                            | Szentendre, autóbusz-állomás                          | 56   | 868, 869, 870, 872, 873, 874, 876, 878, 879, 882, 883, 884, 889, 890, 893, 895, 898 |
| 6                                            | Szentendre, Római kőtár                               | 55   | 869, 870, 872, 873, 874, 876, 878, 879, 882, 883, 884, 889, 890, 893, 895, 898 |
| 7                                            | Szentendre, Bükkös patak                              | 54   | 870, 874, 875, 876, 878, 879, 882, 883, 884, 889, 890, 893, 895, 898 |
| 8                                            | Szentendre, Izbégi elágazás                           | 53   | 870, 874, 875, 876, 878, 879, 882, 883, 884, 889, 890, 893, 895, 898 |
| 9                                            | Szentendre, Pismány ABC                               | 52   | 871, 873, 875, 882, 883, 884, 889, 890, 893, 895, 898 |
| 10                                           | Szentendre, Danubius szálló                           | 51   | 871, 882, 883, 884, 889, 890, 893, 895, 898 |
| 11                                           | Szentendre, Papszigeti bejárati út                    | 50   | 871, 882, 883, 884, 889, 890, 893, 895, 898 |
| 12                                           | Szentendre, Horgony utca                              | 49   | 871, 882, 883, 884, 889, 890, 893, 895, 898 |
| 13                                           | Szentendre, Barackvirág utca                          | 48   | 871, 882, 883, 884, 889, 890, 893, 895, 898 |
| 14                                           | Szentendre, szigetmonostori rév                       | 47   | 871, 882, 883, 884, 889, 890, 893, 895, 898 |
| Szentendre–Leányfalu közigazgatási határa    |                                                       |      | |
| 15                                           | Leányfalu, Akácos út                                  | 46   | 871, 882, 883, 884, 889, 890, 893, 895, 898 |
| 16                                           | Leányfalu, Boldogtanyai út                            | 45   | 871, 882, 883, 884, 889, 890, 893, 895, 898 |
| 17                                           | Leányfalu, Erkel Ferenc utca                          | 44   | 871, 882, 883, 884, 889, 890, 893, 895, 898 |
| 18                                           | Leányfalu, pócsmegyeri rév                            | 43   | 871, 882, 883, 884, 889, 890, 893, 895, 898 |
| 19                                           | Leányfalu, Alszeghy Kálmán tér                        | 42   | 871, 882, 883, 884, 889, 890, 893, 895, 898 |
| 20                                           | Leányfalu, Seres utca                                 | 41   | 882, 883, 884, 889, 890, 893, 895, 898 |
| 21                                           | Leányfalu, Tavasz utca                                | 40   | 882, 883, 884, 889, 890, 893, 895, 898 |
| Leányfalu–Tahitótfalu közigazgatási határa   |                                                       |      | |
| 22                                           | Tahitótfalu, Újtelep                                  | 39   | 882, 883, 884, 889, 890, 893, 895, 898 |
| 23                                           | Tahitótfalu, MTA üdülő                                | 38   | 882, 883, 884, 889, 890, 893, 895, 898 |
| 24                                           | Tahitótfalu, Hídfő                                    | 37   | 882, 883, 884, 889, 890, 893, 895, 898 |
| 25                                           | Tahitótfalu, Gesztenye sor                            | 36   | 882, 883, 884, 889 |
| 26                                           | Tahitótfalu, FŐKERT                                   | 35   | 882, 883, 884, 889 |
| 27                                           | Tahitótfalu, Váradok                                  | 34   | 882, 883, 884, 889 |
| Tahitótfalu–Dunabogdány közigazgatási határa |                                                       |      | |
| 28                                           | Dunabogdány, Kőbánya                                  | 33   | 882, 883, 884, 889 |
| 29                                           | Dunabogdány, községháza                               | 32   | 882, 883, 884, 889 |
| 30                                           | Dunabogdány, patak                                    | 31   | 882, 883, 889 |
| 31                                           | Dunabogdány, Gyermeküdülő                             | 30   | 882, 883, 889 |
| 32                                           | Dunabogdány, Kőkereszt dűlő                           | 29   | 882, 883, 889 |
| Dunabogdány–Visegrád közigazgatási határa    |                                                       |      | |
| 33                                           | Visegrád-Szentgyörgypuszta                            | 28   | 882, 883, 889 |
| 34                                           | Visegrád, Szociálisotthon                             | 27   | 882, 883, 889 |
| 35                                           | Visegrád, Várkert                                     | 26   | 882, 883, 889 |
| 36                                           | Visegrád, Hajóállomás                                 | 25   | 882, 883, 889 |
| 37                                           | Visegrád, Királyi Palota                              | 24   | 882, 883, 889 |
| 38                                           | Visegrád, nagymarosi rév                              | 23   | 882, 883, 889 |
| 39                                           | Visegrád, Újtelep                                     | 22   | 882, 889 |
| 40                                           | Visegrád, Kőbánya                                     | 21   | 889 |
| 41                                           | Visegrád, Lepencefürdő                                | 20   | 889 |
| 42                                           | Visegrád, Gizellatelep kórház                         | 19   | 889 |
| 43                                           | Visegrád, Diós                                        | 18   | 889 |
| Visegrád–Dömös közigazgatási határa          |                                                       |      | |
| 44                                           | Dömös, Hajóállomás                                    | 17   | 889 |
| 45                                           | Dömös, templom                                        | 16   | 889 |
| 46                                           | Dömös, felső                                          | 15   | 889 |
| Dömös–Pilismarót közigazgatási határa        |                                                       |      | |
| 47                                           | Pilismarót, alsó                                      | 14   | 889 |
| 48                                           | Pilismarót, községháza                                | 13   | 889 |
| 49                                           | Pilismarót, Kis utca                                  | 12   | |
| 50                                           | Szobi rév elágazás                                    | 11   | |
| 51                                           | Pilismarót, Basaharc                                  | 10   | |
| Pilismarót–Esztergom közigazgatási határa    |                                                       |      | |
| 52                                           | Esztergom, Búbánatvölgy                               | 9    | |
| 53                                           | Esztergom, Szamárhegy                                 | 8    | |
| 54                                           | Csenkei híd                                           | 7    | |
| 55                                           | Kettőspince                                           | 6    | |
| (+1)                                         | Kettőspince, autóbusz-forduló                         | (+1) | |
| 56                                           | Esztergom, Dobozi utca                                | 5    | D, G, N, T 8401, 8411, 8419, 8421, 8500, 8503, 8504, 8510, 8515, 8516, 8519, 8520, 8525, 8535, 8539, 8540, 8541, 8542, 8543, 8544                                                                                                  |
| 57                                           | Esztergom, Béke tér                                   | 4    | A, B, C, D, G, N, T 8401, 8411, 8419, 8421, 8500, 8503, 8504, 8510, 8515, 8516, 8519, 8520, 8525, 8535, 8539, 8540, 8541, 8542, 8543, 8544                                                                                         |
| 58                                           | Esztergom, Rákóczi tér                                | 3    | A, B, C, D, G, H, N, T 8401, 8411, 8419, 8421, 8500, 8503, 8504, 8510, 8515, 8516, 8519, 8520, 8525, 8535, 8539, 8540, 8541, 8542, 8543, 8544                                                                                      |
| 59                                           | Esztergom, Arany János utca                           | 2    | A, B, C, D, G, H, N, T 8401, 8419, 8421, 8422, 8504, 8510, 8515, 8516, 8519, 8520, 8525, 8535, 8539, 8541, 8542, 8543, 8544 |
| 60                                           | Esztergom, Erzsébet királyné utca                     | 1    | A, B, C, D, G, H, N, T 8401, 8421, 8422, 8503, 8504, 8510, 8515, 8516, 8518, 8519, 8520, 8521, 8525, 8529, 8530, 8535, 8539, 8540, 8541, 8543, 8544 1851, 1853                                                                     |
| 61                                           | Esztergom, vasútállomás végállomás                    | 0    | A, B, C, D, G, H, N, P, T, V 800, 862, 863, 8401, 8419, 8421, 8422, 8500, 8503, 8504, 8510, 8515, 8516, 8518, 8519, 8520, 8521, 8525, 8529, 8530, 8535, 8539, 8540, 8541, 8542, 8543, 8544 223, 1721, 1784, 1851, 1853 S72 Z72 S74 |